# بخش والساد
بخش والساد (به انگلیسی: Valsad district) یک منطقهٔ مسکونی در هند است که در گجرات واقع شده‌است. بخش والساد ۲٬۹۴۷٫۴۹ کیلومتر مربع مساحت و ۱٬۷۰۵٬۶۷۸ نفر جمعیت دارد.